# Episodi di Teen Titans Go! (serie animata) (quarta stagione)
La quarta stagione della serie animata Teen Titans Go!, composta da 52 episodi, è stata trasmessa negli Stati Uniti d'America dal 20 ottobre 2016 al 25 giugno 2018 su Cartoon Network. In Italia è trasmessa dal 19 giugno 2017 su Cartoon Network, mentre la prima parte della stagione viene trasmessa su Boing poco dopo.
| n. | Titolo originale | Titolo italiano | Prima TV USA      | Prima TV italiana |
| -- | --- | --- | ----------------- | ----------------- |
| 1  | Shrimps and Prime Rib | Il ritorno dei Teen Titans | 20 ottobre 2016   | 19 giugno 2017    |
| 2  | Halloween v Christmas | Halloween contro Natale | 27 ottobre 2016   | 20 giugno 2017    |
| 3  | Booby Trap House | Brutti scherzi | 3 novembre 2016   | 21 giugno 2017    |
| 4  | Fish Water | Un pesce rosso | 17 novembre 2016  | 22 giugno 2017    |
| 5  | TV Knight | I Titans in TV | 26 novembre 2016  | 23 giugno 2017    |
| 6  | Teen Titans Save Christmas                                                                                                  | I Titans salvano il Natale | 1º dicembre 2016  | 26 giugno 2017    |
| 7  | BBSFBDAY | Il compleanno di Bibi e Stellarubia                                                                                             | 3 dicembre 2016   | 27 giugno 2017    |
| 8  | The Streak: Part 1 | La stagione del crimine ha inizio (prima parte)                                                                                 | 27 gennaio 2017   | 28 giugno 2017    |
| 9  | The Streak: Part 2 | La stagione del crimine ha inizio (seconda parte)                                                                               | 27 gennaio 2017   | 28 giugno 2017    |
| 10 | The Inner Beauty of a Cactus                                                                                                | Non cambiare chi sei | 3 febbraio 2017   | 29 giugno 2017    |
| 11 | Movie Night | Serata film | 10 febbraio 2017  | 30 giugno 2017    |
| 12 | BBRAE: Part 1 | Bibi e Corvina (prima parte) | 20 febbraio 2017  | 6 novembre 2017   |
| 13 | BBRAE: Part 2 | Bibi e Corvina (seconda parte)                                                                                                  | 20 febbraio 2017  | 7 novembre 2017   |
| 14 | Permanent Record | Curriculum scolastico | 3 marzo 2017      | 8 novembre 2017   |
| 15 | Titan Saving Time | Il cambio dell'ora legale | 10 marzo 2017     | 9 novembre 2017   |
| 16 | The Gold Standard | Vita da folletto | 17 marzo 2017     | 10 novembre 2017  |
| 17 | Master Detective | Alla ricerca degli animali | 31 marzo 2017     | 13 novembre 2017  |
| 18 | Easter Creeps | Le uova di Pasqua | 14 aprile 2017    | 14 novembre 2017  |
| 19 | Hand Zombie | Il bacio di Stellarubia | 21 aprile 2017    | 15 novembre 2017  |
| 20 | Employee of the Month: Redux                                                                                                | Formaggio spaziale 2 | 28 aprile 2017    | 16 novembre 2017  |
| 21 | The Avogodo | L'Avocidolo | 5 maggio 2017     | 17 novembre 2017  |
| 22 | Orangins | Storie confuse | 29 maggio 2017    | 20 novembre 2017  |
| 23 | Jinxed | Robin perde la voce | 9 giugno 2017     | 21 novembre 2017  |
| 24 | Brain Percentages | Trova le immagini nascoste | 16 giugno 2017    | 14 febbraio 2018  |
| 25 | BL4Z3 | Lotta ai pirati informatici | 23 giugno 2017    | 16 febbraio 2018  |
| 26 | Hot Salad Water | I pericoli del tè | 30 giugno 2017    | 15 febbraio 2018  |
| 27 | The Day the Night Stopped Beginning to Shine and Became Dark Even Though It Was the Day: Part 1 - I Saw You Dance           | Il giorno in cui la notte ha smesso di splendere ed è diventata buia anche se era giorno: Capitolo uno - Ti vedo ballare        | 1º agosto 2017    | 22 gennaio 2018   |
| 28 | The Day the Night Stopped Beginning to Shine and Became Dark Even Though It Was the Day: Part 2 - The Story in Your Eyes    | Il giorno in cui la notte ha smesso di splendere ed è diventata buia anche se era giorno: Capitolo due - Alla scoperta di sé    | 2 agosto 2017     | 22 gennaio 2018   |
| 29 | The Day the Night Stopped Beginning to Shine and Became Dark Even Though It Was the Day: Part 3 - Playing Hard to Get       | Il giorno in cui la notte ha smesso di splendere ed è diventata buia anche se era giorno: Capitolo tre - Il potere della musica | 3 agosto 2017     | 22 gennaio 2018   |
| 30 | The Day the Night Stopped Beginning to Shine and Became Dark Even Though It Was the Day: Part 4 - The Night Begins to Shine | Il giorno in cui la notte ha smesso di splendere ed è diventata buia anche se era giorno: Capitolo quattro - La notte splenderà | 4 agosto 2017     | 22 gennaio 2018   |
| 31 | Lication | Lotta contro i robot | 1º settembre 2017 | 19 febbraio 2018  |
| 32 | Labor Day | La festa del lavoro | 4 settembre 2017  | 21 febbraio 2018  |
| 33 | Classic Titans | Nostalgia dei vecchi cartoni | 15 settembre 2017 | 20 febbraio 2018  |
| 34 | Ones and Zeroes | Una nuova pizza | 22 settembre 2017 | 11 giugno 2018    |
| 35 | Career Day | Il giorno del lavoro | 29 settembre 2017 | 12 giugno 2018    |
| 36 | TV Knight 2 | Serata TV tra amici | 6 ottobre 2017    | 13 giugno 2018    |
| 37 | Justice League's Next Top Talent Idol Star: Part 1                                                                          | La futura stella della Justice League (prima parte)                                                                             | 9 ottobre 2017    | 14 giugno 2018    |
| 38 | Justice League's Next Top Talent Idol Star: Part 2                                                                          | La futura stella della Justice League (seconda parte)                                                                           | 9 ottobre 2017    | 15 giugno 2018    |
| 39 | The Academy | Il premio dei Teen Titans | 20 ottobre 2017   | 3 settembre 2018  |
| 40 | Costume Contest | La notte di Halloween | 22 ottobre 2017   | 4 agosto 2018     |
| 41 | Throne of Bones | A suon di jazz | 3 novembre 2017   | 4 agosto 2018     |
| 42 | Demon Prom | Il doppio gioco di Trigon | 10 novembre 2017  | 5 agosto 2018     |
| 43 | Thanksgetting | La vendetta del tacchino | 17 novembre 2017  | 6 settembre 2018  |
| 44 | The Self-Indulgent 200th Episode Spectacular!: Part 1                                                                       | Il 200° spettacolare episodio da narcisisti! (prima parte)                                                                      | 24 novembre 2017  | 5 agosto 2018     |
| 45 | The Self-Indulgent 200th Episode Spectacular!: Part 2                                                                       | Il 200° spettacolare episodio da narcisisti! (seconda parte)                                                                    | 24 novembre 2017  | 5 agosto 2018     |
| 46 | BBCYFSHIPBDAY | Il compleanno dell’amicizia | 8 dicembre 2017   | 6 settembre 2018  |
| 47 | Beast Girl | Tutti contro Madame Rouge | 19 febbraio 2018  |                   |
| 48 | Flashback: Part 1 | La formazione dei Teen Titans (prima parte)                                                                                     | 30 marzo 2018     |                   |
| 49 | Flashback: Part 2 | La formazione dei Teen Titans (seconda parte)                                                                                   | 30 marzo 2018     |                   |
| 50 | Bro-Pocalypse | La Fra-pocalisse | 28 maggio 2018    |                   |
| 51 | Mo' Money Mo' Problems | Villa Wayne | 25 giugno 2018    |                   |
| 52 | TV Knight 3 | La fissa per la TV | 25 giugno 2018    |                   |

## Il ritorno dei Teen Titans
Brain sta attaccando Jump City, ma dato che Robin non si ricorda più che cosa dice ogni volta agli altri Titans in battaglia (cioè "Titans Go!"), loro si dimenticano come usare i loro poteri.

## Brutti scherzi
I Titans vanno in vacanza, ma si dimenticano a casa Stella e Cyborg.

## Un pesce rosso
Stellarubia vince un pesce rosso al Luna park, che però muore il giorno dopo.

## I Titans in TV
Batman e il Commissario Gordon si divertono a guardare i Titans in Televisione.

## I Titans salvano il Natale
Quando Babbo Natale decide di dimettersi, i Teen Titans intervengono per salvare il Natale.

## Il compleanno di Bibi e Stellarubia
È il compleanno di Bibi, ma Stella è triste perché, dato che Tamaran ci mette più tempo a fare il Moto di rivoluzione, non ha un compleanno.

## La stagione del crimine ha inizio (prima parte)
È cominciata la stagione del crimine; chi cattura 52 criminali ha vinto. Quando i Titans arrivano al 51° criminale, Cyborg, Stellarubia e Corvina lasciano il team e si uniscono a Kid Flash.

## La stagione del crimine ha inizio (seconda parte)
Robin incarica Bibi (che è rimasto dato che Kid Flash non lo ha voluto nel suo Party Bus) di trovare altri 3 membri per la squadra, ma lui riesce a reclutare solo la Fatina Dei Denti, Babbo Natale e Stickey Joe.

## Non cambiare chi sei
Stella dice agli altri Titans di aver visto Pinguino, Killer Croc e Catwoman allo zoo, che si rivelano un semplice pinguino, un coccodrillo e una leonessa. Stella rivela che può imparare alla perfezione una lingua con il contatto labiale. Allora Robin (che pensa che sia un'occasione per baciarla) propone di giocare al gioco della bottiglia.

## Serata film
È la serata film e B.B. vuole guardare il suo film. Ma anche gli altri Titans vogliono vedere il proprio film. Così finiscono per rompere la TV e vanno a prendere la vecchia TV, che hanno da quando hanno sconfitto Control Freak.

## Bibi e Corvina (prima parte)
B.B. cerca di fidanzarsi con Corvina ma senza successo così con l'aiuto degli altri Titans inizia a scrivere una canzone dedicata a lei, alla fine i due si fidanzano ma...

## Bibi e Corvina (seconda parte)
B.B. dopo aver pubblicato la canzone di Corvina diventa famoso, inizia a ignorare Corvina che si arrabbia e fa un incantesimo alla canzone che sarà B.B. stesso a spezzare.

## Curriculum scolastico
I Titans giocano alla scuola ma nessuno di loro (eccetto Robin) sa insegnare.

## Il cambio dell'ora legale
Stellarubia porta i Titans in missione per scoprire cosa è successo alle 2 del mattino durante l'ora legale.

## Villa Wayne
I Titans costringono Robin a portarli a Villa Wayne, causando però problemi.